# 怪味龍屬
怪味龍屬是蜥腳下目恐龍的一屬，生存於白堊紀的阿普第階到阿爾比階，化石發現於寮國沙灣拿吉省中部唐威村（羅馬化：baan tang vai）的上砂岩層。目前僅發現二或三個個體。
正模標本（編號TV4-1到 TV4-36）由部分骨盆、數個背椎、一節尾椎、肋骨、以及肱骨所構成。另一個標本包含了38個尾椎、一個頸椎、以及大部分的後肢。模式種是奧氏怪味龍（T. hoffeti），是由法國古生物學家羅南·亞蘭所率領的研究團隊在1999年所敘述，並以地質學家約書亞·奧斐的姓氏命名。同時，亞蘭等人也提到由奧斐發現於同一地層的泰坦巨龍屬物種「法洛氏泰坦巨龍」（"Titanosaurus" falloti），他們根據部分股骨與尾椎形態，將法洛氏泰坦巨龍視為怪味龍屬的未確定種。最近的研究暫時將怪味龍保持為獨立屬，因為牠們與同時代同一區域的蜥腳類恐龍有所不同（布萬龍），但反對法洛氏泰坦巨龍屬於怪味龍。